# محمد فرحات الزاوي
محمد فرحات الزاوي

## مولده ونشأته
إن نسب الشيخ محمد فرحات وتاريخ ميلاده تؤكدهما وثيقة إيطالية موجهة إلى محكمة الاستنئناف بـ طرابلس وموجودة بملف عثمان علي القيزاني رقم 28343. وهي بتوقيع مفوض البوليس الإيطالي فنشنزو ساليربو. إذ ورد في هذه الوثيقة:إنه محمد فرحات بن محمد يوسف واسم والدته زينوبة بنت محمد عمر، ولد بالزاوية الغربية سنة 1856 م وينحدر من أولاد سالمة إحدى قبائل القول أوغلية بـ الزاوية، وفـي الزاوية تلقى دروسـه العلمية الأولى داخل مساجدها العديدة وزوايـاها مثل جامع الولاني، وزاوية بن شعيب التي أتم فيها حفظ القرأن الكـريم مما ساعده ذلك على متابعة دراسته بمدينة طرابـلـس التي وجد فيـها الـفرصة المناسبة لإتمام تعليمه حيث تلقى الفقه واللغة العربية وآدابها واللغة الفرنسية بمدارسها الابتدائية والرشدية، والتي أظهر فيها تفوقاً في دروسه التي كان يتلقاها على ايدي كبار الأساتذة مثل الشيخ محمد كامل مصطفى الذي صار فيما بعد مفتي طرابلس الغرب، ومؤلف كتاب الفتاوى الكاملية في الحوادث الطرابلسية سنة 1308هـ 1890 م. وكــان من بين زملاء الشـيـخ مـحـمـد فـرحـات في الدراسة لدى الشيخ المذكور كل من الشيخ عبد الرحمـن البوصيري، والشيخ أحمد شقرون، والشيخ أحمد الفساطوي الذين لعبوا دوراً بارزاً في حياة البلاد الفكرية والسياسية.
وأظهر الشيخ محمد فــرحــات الذي أشتهر بالزاوي منذ انتقاله من الزاوية إلى طرابلس، رغبة كبيرة في تلقيه لدروسه داخل مدينة طرابلس، مما مكنه ذلك من مواصلة تعليمه في تونس داخل جامع الزيتونة، الذي نال منه الشهادة العالية في العلوم الدينية سنة 1885 م.
ولـــم يرجع الشيخ محمد فرحات إلى وطنه عقب إتمام دراسته داخــــل جـــامــع الزيتونة بل انتهز فرصة تفوقه في دراسته المذكورة وحصــوله على منحة دراسية من حكومة الباي في تونس إلى فرنسا فسافر إلى باريس مباشرة لاشتياقه الشديد إلى معرفة العلوم العــصريـة في القانون ،واللغة الفرنسية التي كــانت قــد بدأت تجتاح أجزاء هامة في الوطــن العربي متــل الجزائر وتونس ومصر والشـام وحتى داخل استانبول عــاصـمـة الـدولة العثمانية وســائر مدن وقرى الدول الأخــرى فإن اللغة الفرنسية كانت اللغة الأوروبية الأولى التي يتم بها تدريس معظم العلوم داخــل مدارس ومعاهد وكليات الدولة العتمانية، وهي كانت مادة دراسية إجبارية للطلبة الدارسين بالمرحلة الابتدائية، والرشدية، والتانوية، والمعاهد المتخصصة الأخــــرى من معلمين، وزراعة، وصناعة، وتجارة.
وفـي باريس تمكًن من الالتحاق بكلية الحقوق التابعة لجامعة السوربون الشهيرة من بين الجامعات الفرنسية الأخرى حيت درس بـها خمس سـنوات تـحـصـل بـعـدها على شهادة الحقوق سنة 1892 م. وعاد بعدها إلى طرابلس الغرب ليشارك في بناء وطنه الذي
كان لايزال خاضعاً لحكم الأتراك العثمانيين خضوعا مباشراً، وكانت اللغة التركية هي اللغة الأولى داخل المحاكم والدواوين الحكومية.
أما اللغة العـربية لم تعد مقبولة لدى الأتراك العثمانيين داخل المحاكم والسجلات المتعلقة بها، مما دعا الشيخ محمد فرحات إلى أن يقبل على المزيد من التعليم للغة التركية قراءة وكتابة كي تساعده في المرافعات أمام المحاكم أو في كتابة وقراءة التقارير الإدارية، ولم يجد في ذلك صعوبة تذكر بفضل سعى تقافثه وإصراره على تحقيق
هذفه، وما كان قد وجده من تشجيع لدى زملائه في القضاء والمحاماة، أولئك الذين كانوا هم أيضاً بحاجة إلى دروس في اللغة الفرنسية، فكان الشيخ محمد فرحات خير من يقوم لهم بذلك، وهو ما ساعده في إبراز شخصيته من بين زملائه، وبذلك صار رجلاً مؤهلاً يعتمد عليه.
ويصف الصحفي الإنجليزي جــ.أبوت الشيخ محمد فرحات وصفاً يؤكد ما أشرنا إليه بقوله : ((إن المجاهد محمد فرحات من مواطني منطقة الزاوية، ويتمتع بشعبية كبيرة هناك، وينتمي إلى قبيلة الكراغلة أو القوات الإلزامية التي تنحدر من أصول نتجت من تزاوج
الرجال الأتراك بأمهات محليات، والذين استوطنو المناطق الزراعية المحيطة بالمدينة وفرحات بك كما ينادونه يناهز الخمسين من العمر وله لحية حمراء، وقد بدأ يدب الشيب إلى شعره وإلى لحيته التي تحول لونها إلى رمادي، وله عينان صغيرتان زرقاوان تدرك منهما
ما يتمتع به من بساطة مع ذكاء وفكر تاقب. وإن كل خط وتجعيدة من تجاعيد وجهه العابس وملامحه الخشنة بل وكل نبرة من نبرات صوته الغليظ يوحي لنا أننا أمام شخصية فذة ومجاهد متمسك بمبادئه ومصمم على الكفاح إلى النهاية، وهو فخور بوطنه ويؤمن بعدالة قضيته كما يؤمن_ دون أدنى شك أن مشيئته هي مشيئة الله وان الله هو ولي المجاهدين المؤمنين))
ويضيف أبوت المذكور في وصفه الصادق للشيخ محمد فرحات أو محمد فرحات بك كما كان يناديه الجميع تعظيماً وتقديراً لمكانته الاجتماعية والعلمية والقيادية بينهم بقوله: ((وبرغم أن مظهره الخارجي لا يوحي بشيء مميز فإن هذا البطل يتمتع بتقافة عالية، ولديه معلومات عامة وفيرة فقد بدأ دراسته الأولية بطرابلس تم ذهب إلى تونس أستمر في الدراسة هناك باللغة العربية، تم سافر إلى فرنسا ودرس خمس سنوات اللغة الفرنسية
والقانون. وبعد عودته لأرض الوطن عُين قاضياً لفترة من الزمن، ثم قائمقام منطقة الشاطئ بـ فزان، ولكن برغم أنه موظف حكومة فقد عرف منه التحرر والتجديد في أرائه وأفكاره)).

## عمله في فزان1904-1908م
ومن أبرز الأعمال التي تقلًدها الشيخ محمد فرحات عقب عودته إلى أرض وطنه من باريس بعد رحلة علمية طويلة دامت حتى سنة 1892م، هي أعمال المحاماة، والقضاء بداخل مدينة طرابلس الغرب والمناطق المجاورة لها مثل: يفرن والخمس والتي نقل منها إلى مصراتة كي يؤسس النواة الأولى للسجل العقاري بها تنفيداً لقانون الأراضي الصادر في سنة 1858م باستانبول، وهو ما تؤكده عدة وثائق ما زالت محفوظة بدار المحفوظات التاريخية بطرابلس، والتي تشير إلى صدور قانون الطابو العثماني في سنة1859م، وما أعقبه من صدور عدة لوائح، وتشريعات لتسهيل عملية تسجيل الأراضي للمواطنين بداية من 24 مارس 1873م غير أن عملية التسجيل للسندات التي تعطى من طرف الطابو لم يقبل عليها المواطنون مما أخر تنفيد القانون المذكور حتى سنة 1902 وهو ما دعا السلطات العثمانية إلى اختيار الشيخ محمد فرحات ليتولى إدارة السجل العقاري بمصراتة في التاريخ المذكور حيث استطاع بفضل خبرته الواسعة في القانون أن يضع أسساً متينة وثابتة كانت من دعائم نجاح السجل العقاري بمصراتة المتميزة بأراضيها الزراعية الواسعة وكثرة سكانها إذا ما قيست بمناطق البلاد الأخرى.
ومن مصراتة انتقل الشيخ محمد فرحات في سنة 1904م إلى الشاطئ بفزان حيث عين قائمقاماً وكان أثناء عمله الجديد مثالاً للمسؤول المحب للجميع من الناس دون تمييز بين غني وفقير، أو بين عالم وجاهل، الكل لديه سواسية تحت القانون، وكما وصفه جـ أبوت بأنه كان موظف حكومة عرف عنه التحرر والتجديد في آرائه وأفكاره، وكان يرفض سائر اللوائح والقوانين التركية العثمانية التي تتعارض ومصلحة المواطنين بوادى الشاطئ.
انتخابه عضواً في مجلس -المبعوثان- العثماني 1908م
وعلى إثر ما تم الإعلان عنه في استانبول في شهر يوليو 1908م فيما يتعلق بإعادة الدستور الصادر سنة 1876م، وما تبع ذلك من إجراء انتخابات بأنحاء الدولة العثمانية فإن ولاية طرابلس الغرب قد أجريت بداخلها عملية واسعة لاختيار ثمانية أعضاء كان الشيخ محمد فرحات من بينهم نائباً عن مثصرفية طرابلس معالصادق بالحاج وسليمان البارونى إلى جانب مصطفى قدارة عن لواء الخمس وعبد القادر جامى عن لواء فزان ويوسف بن شتوان وعمر منصور الكيخيا عن لواء بنغازى.
وفي استانبول عمل الشيخ محمد فرحات بكل جد مع زملائه أعضاء مجلس ((المبعوثان)) من الليبيين من اجل النهوض بوطنهم الذي كان يشهد تخلفاً عاماً شمل جوانب الحياة المختلفة من اجتماعية واقتصادية وثقافية حيث كانت ليبيا تتعرض بشكل واضح للعيان 
لمطامع الطليان وتغلغلها السلمي كافتتاح بعض المدارس بمدينة طرابلس والخمس وبنغازي ودرنة لنشر ثقافتها الاستعمارية إلى جانب فتح عدة فروع للمصارف الإيطالية في بعض المدن الليبية مثل طرابلس، وبنغازي، وتسيير عدة خطوط بحرية كانت تربط بين المدن الليبية والإيطالية مثل مصراتة وبنغازي ودرنة وطبرق وطرابلس مع مالطا والإسكندرية ونابولي وروما وشراء الأراضي والمباني العقارية في بنغازي وطرابلس وتأسيس عدة شركات إيطالية لتمارس نشاطها التجاري في ليبيا مثل طحن الحبوب وعصر الزيتون بمسلاتة، وصناعة الورق، وكبس الحلفاء، وصناعة الصابون، وصناعة الإسفنج، وتربية الماشية، والتنقيب على المعادن كالكبريت في منطقة سرت، والسعي للحصول على موافقة الدول الأوروبية لاستعمارها كـ ألمانيا والنمساوالمجر وبريطانيا وروسيا القيصرية وفرنسا.
وتؤكد معظم محاضر مجلس ((المبعوثان)) العثماني بإستانبول خلال دورته الأولى 1908-1912 أن الشيخ محمد فرحات كان يتقد حماساً ونشاطاً داخل المجلس المذكور ولذا فإنه من الصعب 
أن نعثر على مذكرة كانت مقدمة باسم أعضاء ولاية طرابلس الغرب بمجلس ((المبعوثان)) إلى الحكومة التركية (الباب العالي) دون الإشارة إلى اسمه مثل المذكرة المقدمة إلى رئاسة مجلس ((المبعوثان)) بتاريخ 18 مايو 1911 باسم كل من الشيخ محمد فرحات، جامي، والصادق بالحاج، ومحمود ناجي، والمتعلقة بتخصيص مبلغ 110.000 قرش لأجل إحصاء نفوس سكان لواء فزان حتى يتم فرض الخدمة العسكرية الإلزامية على الشباب ما بين سن عشرين سنة وخمس وعشرين سنة، وقد وافق مجلس ((المبعوثان)) على طلب المذكورين، وطلب من وزارة المالية، ووزارة الداخلية تنفيذ ذلك بأسرع وقت مثل ما تم في ألوية: الجبل، والخمس، وبنغازي، وطرابلس.

## مقاومته للغزو الإيطالى
ولم يكتف الشيخ محمد فرحات بما كان يقوم به من دور بارز مع الأعضاءالليبيين الأخرى ن داخل مجلس ((المبعوثان)) العثماني في التنبيه المستمر للدولة العثمانية من الأخطار التي كانت تخطط لهاإيطاليا ضد ولاية طرابلس الغرب فإنه كان قد أنذر مراراَ والي 
طرابلس الغرب، والباب العالي، وأوضح لهما التحركات الإيطالية المشبوهة التي كانت تقوم بها حكومة روما قبيل الغزو، وكشف العملاء الذين كانو يساعدون الإيطاليين من الداخل، وقدم إلى جانب ذلك عدة مطالب إلى السلطات العثمانية، كان أهمها دعم القوات العسكرية التركية الموجودة في ليبيا وهو ما يؤكده مقاله المنشور بـ صحيفة الترقي الصادرة في طرابلس بتاريخ 16 من محرم 1315 هــ الموافق شهر يونيو 1897م الذي يفتخر فيه بأمجاد الأمة العربية عبر التاريخ مؤكداً فيه أن العرب سوف لن ينخدعو بأباطيل المفسدين ومما جاء في المقال المشار إليه ما يلي: "إننا أشد العرب محافظة على المجد الذي شيد أركانه أباؤنا الأقدمون.. لم يؤثر فينا كما أثر في غيرنا تقادم العهود، واختلاف طبقات الأمم المختلفة المتنازعة المتباينة الأغراض والطبائع. لم تبدل صفتنا طوارق الحدثان، ولم تثن من عزائمنا تقلبات أنباء الزمان.. مطهرة قلوبنا من النفاق والشقاق. لا تعمل فينا الوساوس ولا نصغى لواش، ولا نسمع لنابس ولا ننخدع بأباطيل المفسدين.. كنا ولم نزل شم الأنوف.. أبية نفوسنا.. أشداء على الأعداء رحماء بيننا. نوفي بالعهد.. أذكياء.. أسخياء.. لا نمل الشظف إبان مقتضياته.. ولا نركن للترف في غير ساعاته.
وبفضل قيام الشيخ محمد فرحات الزاوي بأخذ المبادرة الأولى في حركة المقاومة بصفته جنديّاً وقائداً، في الوقت الذي أحجم فيه غيره من الأعيان عن القيام بأي دور خوفاً على مكانتهم الاجتماعية ومكاسبهم المادية، وصلت العديد من جموع القبائل إلى معسكرات المجاهدين داخل العزيزية وسواني بني آدم. وكان لهذا التوافد الأثر البالغ في اندلاع المعارك التي دارت حول مدينة طرابلس مثل الهاني يوم 26 من شهر أكتوبر سنة 1911م.
وشارك الشيخ محمد فرحات في معارك شارع الشط يوم 23 أكتوبر سنة 1911م، والهاني وعين زارة يوم 4 من ديسمبر سنة 1911م، وقرقارش يوم 18 من شهر يناير سنة 1912م، ومعارك منطقة قصر بوكماش خلال شهر ربيع مارس سنة 1912 م، وخاصة منها المعركة التي دارت في صباح يوم 11 أبريل وتولى فيها الجنرال غاريوني قيادة الجانب الإيطالي؛ فإن الشيخ محمد فرحات الزاوي تولى قيادة المجاهدين في هذه المعركة التي كانت ضارية وألحق فيها بالقوات الإيطالية الكثير من الخسائر الفادحة، على الرغم من استخدام الإيطاليين لسلاح المدفعية على نطاق واسع ضد مواقع المجاهدين الذين كانوا يدافعون عن قصر بوكماش.
وأخطر الشيخ محمد فرحات قيادة المجاهدين في يوم 13 أبريل أن العدو الإيطالي احتل قصر أبي كماش من أيدي المجاهدين الذين ما زالوا محاصرين للقصر، حيث قضوا نهائياً على محاولات العدو المتعددة لنجدة أفراد قواته المحاصرين. وأخطر قيادة المجاهدين بأنه قد شدد الحصار على العدو، وتمكن من قطع اتصالاته بحراً. وأمر قوات العدو الموجودة داخل قصر بوكماش بالاستسلام فوراً؛ فإن لم تقبل فقد تطوع فدائيان لوضع خمسة كيلوجرامات من المتفجرات تحت مواقعه لنسفها. وأشعر الشيخ محمد فرحات قيادة المجاهدين بأنه قام بإرسال مدفع وقوة من المجاهدين إلى زوارة تكفي للدفاع عنها ضد أي محاولة تقوم بها إيطاليا لاحتلالها.
ولذا ظل الشيخ محمد فرحات مرابطاً في المنطقة الواقعة إلى الغرب من زوارة وشارك في التخطيط وقيادة جملة من المعارك التي دارت خلال أشهر أبريل ومايو ويوليو وأغسطس سنة 1912م والتي كان من أبرزها معركة سيدي سعيد التي استمرت ثلاثة أيام هي 26 و27 و28 يونيو. وكانت معركة سيدي عبد الصمد التي جرت في يوم 10 أغسطس من آخر هذه المعارك التي دارت إلى الغرب من زوارة، حيث تمكنت إيطاليا من بسط سيطرتها الاستعمارية هناك. ثم دخلت مع المجاهدين في معركة سيدي بلال الواقعة إلى الغرب من مدينة طرابلس في يوم 20 سبتمبر 1912م، والتي كانت من آخر المعارك التي جرت قبل التوقيع على اتفاقية الصلح بين الدولة العثمانية وإيطاليا في أوشي/ لوزان بـ سويسرا في يوم 18 من أكتوبر سنة 1912م، حين دخلت البلاد طوراً جديداً لانسحاب القوات العثمانية من ليبيا.
موقف الشيخ محمد فرحات من معاهدة أوشي/ لوزان
إن اتفاقية أوشي/ لوزان التي تم التوقيع عليها والإعلان عنها رسمياً في يوم 18 من شهر أكتوبر سنة 1912م بين الدولة العثمانية وإيطاليا والتي كان من أهم بنودها انسحاب قوات الدولة العثمانية من ليبيا مع منح الليبيين الاستقلال الذاتي، وإصدار العفو العام عن الأشخاص الذين حملوا السلاح.
رأى الشيخ محمد فرحات في بنود اتفاقية الصلح خيانة من جانب الدولة العثمانية للمجاهدين الليبيين الذين كانوا قد ارتبطوا بالدولة العثمانية سياسياً وثقافياً واجتماعياً لمدة 361 سنة. ولذا أخذ يسعى جاداً في الحصول لأبناء وطنه على بعض المنافع من إيطاليا أشارت إليها اتفاقية الصلح، وخاصة العفو العام. فدخل في المفاوضات المباشرة مع الإيطاليين، ولكنه سرعان ما تأكد من جديد أن إيطاليا والدولة العثمانية قد تحالفتا على الليبيين، الأمر الذي أدى به إلى الابتعاد عن أي نشاط سياسي أو عسكري بعيداً عن الإيطاليين ومتجنباً التعاون معهم، مكتفياً برئاسة لجنة خاصة بالصلح بين المواطنين، ومزاولة بعض الأعمال التجارية البسيطة حتى سنة 1920 عندما تم اختياره رئيساً للوفد المتجه إلى روما من أجل تقديم مطالب الليبيين إلى الحكومة الإيطالية تطبيقاً لبنود صلح بني آدم سنة 1919م.
وكان مؤتمر غريان - الذي عقد في نوفمبر سنة 1920م، قد حضرته وفود من جميع المناطق الساحلية وأغلب المناطق الداخلية - قد شكل فيه الحاضرون - هيئة الإصلاح المركزية - وانتدبوا وفداً يسافر إلى إيطاليا برئاسة الشيخ محمد فرحات، وعضوية محمد نوري السعداوي، والصادق بن الحاج محمد الكبير، وخالد القرقني.
وظل وفد هيئة الإصلاح في إيطاليا نحو تسعة أشهر لم يتمكن من الوصول إلى الاتفاق المناسب مع الحكومة الإيطالية، بسبب الدسائس المختلفة التي كانت تدبر ضد الوفد من الوالي الإيطالي في طرابلس وغيره.
وفي نهاية سنة 1921م عاد وفد الهيئة إلى وطنه ليشارك في حركة المقاومة من جديد.

## قيادته لمعارك الزاوية
دفع مؤتمر غريان سنة 1920م بالشيخ محمد فرحات إلى العودة المباشرة لحركة الجهاد. فبعد عودته من إيطاليا سنة 1921م، شارك في مفاوضات فندق الشريف التي جرت في نهاية شهر مارس سنة 1922م وأول أبريل بين هيئة الإصلاح المركزية وممثلي الحكومة الإيطالية، خاصة وأن الإدارة الإيطالية قد تعنتت في مفاوضاتها مع المجاهدين، مما أدى إلى قطع هذه المفاوضات وقيام هيئة الإصلاح بتعيين الشيخ محمد فرحات في وظيفة القائد العسكري والإداري لمنطقة الزاوية التي كانت قد خضعت لإيطاليا منذ شهر يناير سنة 1919م.
ولما كان الشيخ محمد فرحات يسكن داخل مدينة طرابلس منذ سنة 1912م مع أفراد عائلته فإنه تسلل خفية دون أن يشعر الإيطاليون بتحركاته باتجاه الزاوية، حيث كان المجاهدون في استقباله بالمنطقة الغربية من الزاوية([18]).
وفي الوقت الذي تولى فيه الشيخ محمد فرحات القيادة العليا، ساعده العديد من الأشخاص العسكريين من أبناء الزاوية وغيرهم في تقديم الرجال المسلحين والتموين القادمين من المناطق الأخرى إلى الزاوية. وكانت الخطة العسكرية لمعارك الزاوية تقوم على التالي:
1. عزل القوات الإيطالية الموجودة بالزاوية بقطع خط سكة الحديد التي تربط بين الزاوية ومدينتي طرابلس وزوارة، بهدف إدخال الذعر في نفوس أفراد القوات الإيطالية.

1. الاعتماد على سرعة الحركة في مواجهة القوات الإيطالية حيث كان المجاهدون يقومون بتغيير مواقع المدفعية من فترة إلى أخرى.

1. القيام بتدريب المجاهدين تدريباً سريعاً على الأسلحة لرفع الروح القتالية لديهم.

أما الخطة الإيطالية التي وضعت لأجل صد هجوم المجاهدين على الزاوية، فإنها كانت تقوم على التالي:
- استخدام سلاح الطيران في قصف تجمعات المجاهدين.
- الاستعانة بقطع الأسطول البحري.
- قصف مواقع المجاهدين بالغازات السامة.
- إعداد حملتين عسكريتين يتم توجيههما إلى مواقع المجاهدين بالزاوية، تخرج الأولى من طرابلس تحت قيادة الجنرال كاتور، والثانية تخرج من زوارة تحت قيادة الكولونيل جراتسياني.

وضمت الحملتان القادمتان من زوارة وطرابلس إلى منطقة الزاوية العديد من الكتائب الإريترية والمجندين الليبيين والإيطاليين مثل: كتائب الفرسان والمشاةوالمدفعية.
ولما كانت القوات الإيطالية متمركزة قبل اندلاع المعارك بالزاوية في يوم 14 أبريل 1922 م بمناطق الرأس الأحمر، وهو ربوة عالية تقع في شرق المدينة، وفي محطة القطار لتأمين سلامته، وفي قصر الزاوية الذي كان بمثابة قلعة عسكرية حصينة منذ العهد العثماني، بدأ المجاهدون المعركة الحاسمة في صباح يوم 14 أبريل بالهجوم أولاً على القوة الإيطالية الموجودة بقصر مدينة الزاوية والتي لم تصمد طويلاً في مواجهة المجاهدين، فانسحبت إلى موقع الرأس الأحمر الذي كان أكثر تحصيناً.
وقد غنم المجاهدون بمخازن القصر العديد من مواد التموين والبناء وبعض قطع الأسلحة والذخيرة.
ثم تابع المجاهدون الزحف على مواقع القوة الإيطالية المتمركزة بمحطة القطار. فدارت هناك معركة استمرت عدة ساعات أجبرت على أثرها القوات الإيطالية على الانسحاب باتجاه حصن الرأس الأحمر بعد أن تكبدت بعض الخسائر في الأرواح. وغنم المجاهدون مخازن محطة القطار، وهي تحمل الشعير ونحوه ؛ كما غنم المجاهدون عربات القطار، وهي محملة بالبضائع. فقاموا بحرق العلم الإيطالي الذي كان مرفوعاً فوق المحطة كما قام المجاهدون بإضرام النار في القطار وحرقه.
وشدد المجاهدون بعد ذلك الحصار على القوات الإيطالية الموجودة داخل حصن ربوة الرأس الأحمر، حتى أجبروها على الانسحاب منه باتجاه شاطئ البحر بـ مرسى ديلة.
وبذلك تم تحرير الزاوية من أيدي القوات الإيطالية بداية من يوم 14 أبريل، ولكن القوات الاستعمارية الإيطالية شددت من هجماتها على المنطقة أثناء الليل والنهار مستخدمة قطع الحربية الرأسية بمرسى ديلة بالزاوية بتوجيه نيران مدافعها صوب المنازل والمزارع؛ كما قامت الطائرات بالتعاون مع القطع البحرية بخمسين غارة بالقنابل واثنتين وخمسين عملية استطلاعية، وإحدى وعشرين رحلة جوية لإلقاء المنشورات على الأهالي، وثلاث غارات بالمدافع الرشاشة، بالإضافة إلى عمليات النقل والاتصال خلال الفترة ما بين 14 و28 من شهر أبريل 1922م.
وفي الوقت الذي تمكن فيه المجاهدون من تجميع نحو 3500 مجاهد بين مشاة وفرسان كانت القوات الإيطالية التي وجهت إلى منطقة الزاوية نحو 7000 جندي بداية من يوم 22 أبريل خرجت من زوارة وطرابلس وكانت موزعة على الآتي:
1. كتيبتان إيطاليتان

1. أربع كتائب من المجندين الليبيين مع إيطاليا؛

1. كتيبتان أريتريتان (الثانية والعاشرة)؛

1. أربع كتائب أريترية أخرى مختلطة؛

1. فرقة من الفرسان الإيطاليين؛

1. ثلاث فرق من الفرسان (السبابيس)؛

1. ثلاث بطاريات مدفعية؛

1. فرقة من الهجانة (الجمالة)؛

1. ثماني سيارات مزودة بالمدافع الرشاشة.

وفي يوم 24 أبريل سنة 1922م، وصلت طلائع هذه القوات إلى الزاوية، وأحاطت بها من الشرق والغرب والشمال. ولذا لم يبق أمام المجاهدين الذين تناقصت أعدادهم عدا الجهة الجنوبية. فدارت عدة معارك طاحنة بين المجاهدين والقوات الإيطالية، وخاصة في سيدي نصر بن ربوح شمال المدينة، وضي الهلال، وأخيراً المعركة الفاصلة بالقبي الواقعة إلى الغرب من مدينة الزاوية والتي تصدى فيها المجاهدون لقوات جراتسياني القادمة من زوارة وزادت فيها خسائر المجاهدين عن مائة شهيد.
وباحتلال الزاوية، اتجه المجاهدون إلى الجنوب منها تحت قيادة الشيخ محمد فرحات الذي فقد في معركة القبي محفظته مع مجموعة من المفاتيح كان يحملها معه، من بينها مفتاح خزينته ومنزله داخل مدينة طرابلس.
وكان من نتائج معارك الزاوية من 14 إلى 25 أبريل سنة 1922م
- ارتكاب القوات الإيطالية أبشع الجرائم ضد سكان المنطقة مثل:

```
 أ - الإعدامات لعدد من الأشخاص مثل: 
محمد زكي مقيق
، 
وعلي عبد القادر العائب
، 
وعبيده عبد الله زكري المحجوبي
، 
وامحمد الدريدي
 ؛
```

```
 ب - إصدار الأحكام الجائرة المؤبدة على أكثر من عشرين شخصاً كانوا قد شاركوا في   معارك الزاوية مثل: 
أحمد الفرجاني
، 
ومحمد الصغير القمودي
، 
وعبد الرحمن شلابي
، 
وامحمد هويسة
، 
ومحمد هويسة
. وكانت أحكام الإعدام قد صدرت ضدهم في يوم 9 ديسمبر سنة 1922م، ولكنها استبدلت بالأحكام المؤبدة؛
```

```
 ج - صدور العديد من الأحكام الأخرى المتفاوتة المدة بين ثلاثين سنة وعشر سنوات؛
```

```
 د - مصادرة الأملاك والأموال والماشية من المواطنين؛
```

```
 هـ - تعرض سكان المنطقة للتشريد والنزوح إلى خارج منطقة الزاوية، هروباً من جور الإيطاليين، سواء إلى داخل ليبيا أو إلى خارجها مثل الشيخ محمد فرحات الذي هاجر إلى مرزق والضابط 
الطاهر شلابي
 الذي هاجر إلى تونس وتوفي بها ؛ والضابط 
الشيباني هويسة
 الذي وصل إلى تونس ولقي مصرعه بها، في الوقت الذي توفي والده 
امحمد هويسة
 في 
ترهونة
 أثناء نزوحه من الزاوية ؛ 
وعلي بنيني
، 
وغيث بن عمار
، 
وجموم ومحمد شلابي
 وغيرهم من الذين نزحوا إلى المنطقة الوسطى، والجنوبية، والشرقية، وإلى تونس ومصر.
```

وعلى أثر انتهاء المقاومة في الزاوية، اتجه الشيخ محمد فرحات والمجاهدون إلى منطقة جنوب الزاوية للعمل على استعادة تنظيم الصفوف مرة أخرى. ولكن القوات الإيطالية خرجت إلى مناطق تجمعات المجاهدين وقامت بحرق محصول الشعير، وقتل الحيوانات، وتشريد آلاف الأسر مع دعوة أفراد القبائل إلى القبول بالعفو الصادر من القيادة العسكرية الإيطالية.
ولذا اتجه الشيخ فرحات إلى منطقة الجبل الغربي بعد مشاركته في معركة سيدي بوعرقوب يوم 31 من شهر يناير سنة 1923م، وهو ما أشار إليه جراتسياني بقوله " وفي فجر يوم 31، هاجم آلاي الجفارة في بوعرقوب فجأة محلات الثوار التي كان يقودها الشيخ فرحات بك ودمرها "
وكان الشيخ محمد فرحات ينوي إعادة الهجوم على الإيطاليين في سيدي الجيلاني على أثر معركة سيدي بوعرقوب، ولكن بعض الزعماء من المجاهدين عارضوه في خطته، مما سهل على العدو التقدم نحو ترهونة. وقد أثرت هذه المعارضة في سير المعارك التي دارت فيما بعد، وكان يرى فيها السبيل الوحيد لصد القوات الإيطالية عن ترهونة.
وبعد معركة سيدي بوعرقوب، لم يتول الشيخ محمد فرحات قيادة معارك الجهاد، لعدة اعتبارات منها: كبر سنه، وقلة المعارك، وبروز بعض القادة من الشباب مثل: عون سوف وسعدون السويحلي.
وفضل الشيخ المذكور أن يواصل حركة المقاومة ضد الإيطاليين حتى آخر لحظة في حياته بتقديم المشورة. فبعد معارك ترهونة التي دارت خلال شهري يناير وفبراير سنة 1923م، وزليطن ومصراتة ما بين شهري فبراير ومايو سنة 1923م، والتي كان من أبرزها معركة المشرك في الرابع من مايو، ثم معارك بني وليد مثل: وادي ميمون في 26 من ديسمبر سنة 1923م، ووادي دينار وشميخ في 28 من ديسمبر ،إتجه الشيخ محمد فرحات مع زعماء حركة المقاومة من منطقة السدادة إلى منطقة قصر بوهادي في سرت التي شهدت آخر اجتماع لقيادة المجاهدين التي كان مؤتمر غريان في سنة 1920 م قد قام باختيارها. وبعد دراسة شاملة للأوضاع العسكرية التي آلت إليها المنطقة الغربية، قرر الحاضرون من هيئة الإصلاح المركزية أن يعمل كل فرد حسب قدراته في شكل حرب عصابات. ففي الوقت الذي اتجه فيه الشيخ محمد سوف المحمودي وابنه عون، وأحمد المريض، والمبروك المنتصر، وأحمد السويحلي إلى مصر، فضَّل الشيخ محمد فرحات أن يتوجه إلى فزان بسبب كبر سنه، وبقاء أفراد أسرته داخل مدينة طرابلس عدا ابنه كمال، ولخبرته بمنطقة الجنوب، ولمعرفته الشخصية بالعديد من سكانها، ولوجود بعض الأموال له في شكل ديون لدى بعض الأشخاص هناك منذ كان يعمل بالشاطئ قبل سنة 1908م، بالإضافة إلى إمكان الهجرة إلى الجزائر عند الضرورة.

## وصوله إلى فزان
ولما وصل الشيخ محمد فرحات إلى فزان، وجدها تخضع لإدارة خليفة امحمد الدعيك(الشاوش) المعروف بالزاوي، وهو من قول أغلية الزاوية التي ينتمي إليها الشيخ محمد فرحات، وإن كان ليس من نفس القبيلة. فالشيخ محمد فرحات ينتسب إلى قبيلة أولاد سالمة، في حين ينتمي خليفة امحمد الدعيك إلى قبيلة أولاد الأعيور، والتي انقسمت إلى وسط دعيك ووسط علي. وربطت عرى القربى بين فرحات والدعيك لعدة أشهر من الزمن نزل فيها الشيخ محمد ضيفاً مكرماً وفر له الغذاء والسكن أسوة بمعظم المهاجرين إلى هناك من المناطق الغربية والوسطى والذين كانوا يساعدون خليفة الدعيك في حفظ الأمن والنظام بالمنطقة. غير أن الخلاف دب بين خليفة وضيفه لأسباب أهمها:
1 - مكانة الشيخ محمد بن فرحات العلمية وخبرته السياسية، واحترام الناس له؛
2 -الدسائس التي كان يدبِّرها البعض من المقربين من خليفة الدعيك؛
3 - قيام كمال محمد فرحات بزيارة إلى المنطقة الغربية بهدف معرفة موقف إيطاليا من تجمع المجاهدين في فزان.
ودبر خليفة الدعيك مع أعوانه مؤامرة قتل فيها الشيخ محمد فرحات دون أن يعلم بها الشيخ وأنصاره. وأسندت مهمة تنفيذ عملية القتل إلى امحمد بن شعيب من قبيلة الأبشات من الزاوية، والذي اختار من طرفه ثلاثة أشخاص هم أحمد الدرناوي، وعلي بوستة، وحسن بن رخا، حيث سار الشيخ محمد فرحات مع صديقه حلمي محمد حلمي الذي يصف النهاية المحزنة بقوله "ركبت الدابة التي هو عليها كيفما كانت، ومعنا ثلاثة من الضابطية أو الجندرمة لخليفة. ومشينا على أساس أننا نريد أن نقوم بمصالحة أو عمل في قرية على شأن مصلحة خليفة الزاوي. وصدفة، قبل وصول القرية المعهودة، مررنا بقرية أصغر منها. فتسللت لأقضي حاجة، ودخلت القرية، ومشيت ومشوا هم. فأتوا القرية المعهودة.

## مقتل الشيخ محمد فرحات
إن القتلة دخلوا بالشيخ محمد فرحات وسط الرمال، ثم أنزلوه من الحصان، وقالوا له يكفيك من الحصان. انزل امشي. امشي، قد يكون هو على خوف بدون شك. فقالوا له: انزل من الحصان، انزل كفاية عليك الركوب. أنزلوه من الحصان، فمشى، وعملوا بأنهم يسايرونه، وهم على خيلهم، وهو يمشي. وفي أثناء ما كان يسير وسط الرمال، فتأخر واحد منهم وصوب إليه بندقيته من خلفه ورماه بطلقات نارية أردته قتيلاً على الرمال وقبره فوق الرمال.
قتل الشيخ محمد فرحات في شهر شعبان سنة 1343 هـ/ الموافق شهر مارس سنة 1925م، سواء كان بأمر من خليفة الدعيك أو بتدبير من امحمد شعيب رئيس الجندرمة التابعة لخليفة أو بتنفيذ من الثلاثة المذكورين الذين ينتمون إلى القبائل الليبية المختلفة. فإن الوثائق الرسمية الإيطالية تؤكد تورط امحمد بن شعيب في قتل الشيخ محمد فرحات بقولها :
" إن محمد فرحات ابن محمد يوسف وابن زينوبة ابنة محمد عمر المولود بالزاوية سنة 1856 م كان مقيماً بشارع لومبارديا رقم 142. وسبق له أن ترك مدينة طرابلس سنة 1922 م، حيث اتجه إلى الدواخل للانضمام إلى الخارجين عن القانون (المجاهدين)، تبين أنه اغتيل من قبل امحمد شعيب. وكانت الوفاة بمنطقة الشاطئ. ومن بعدها توفي محمد شعيب، حيث قتل من قبل قواتنا العسكرية.